# Jordi Romeu i Carol
Jordi Romeu Carol (Sant Pere de Riudebitlles, 1978) és un escriptor català, bomber de professió. Ha publicat diverses novel·les i ha col·laborat en publicacions conjuntes amb altres autors així com en revistes de divulgació diversa.
Es va donar a conèixer amb la novel·la Petonets pels puestus o a la recerca de l'amor sincer (Cossetània Edicions, 2014), Premi Vila de l'Ametlla de mar 2014, on relata el viatge emocional d'un jove vers l'amor sincer en una sàtira de la visió masculina del món de parella, de la qual s'han fet diverses presentacions com per exemple a la 33a Setmana del Llibre en Català.
La seva segona novel·la publicada va ser Descalça (Editorial Gregal, 2015), que és la història d'una dona que torna al seu mas d'infantesa després d'estar molts anys abandonat. L'any 2017 va rebre el premi Sant Carles Borromeu de contes i narracions que atorga el Cercle de les Arts i les Lletres de les valls d'Andorra amb el llibre de relats Honor de poble poble (Pagès Editors, 2017). En aquest recull relata la vida de poble que es dilueix amb el pas del temps però sobreviu en l'inconscient col·lectiu en format de contes amb personatges típics d'aquests tipus de poblacions i històries divertides i sovint rocambolesques. Es va presentar a Vilafranca i Sant Pere de Riudebitlles, entre altres poblacions. El 2019 va publicar El gran salt d'en Clarinet (Pagès Editors, 2019), una novel·la d'intriga que parteix de la desaparició de dos quadres de l'Ajuntament i que continua amb els personatges de l'anterior llibre de relats.
El 2023 va rebre el Premi Ciutat de Reus "Diré el que em fuig" amb la novel·la "L´últim transhumant", una obra que parla de l'ofici de pastor i on narra l'últim viatge del Cinto de Cal Llaner des de la plana del Penedès fins a les pastures de Llívia, a les Bulloses.
El 2024 va publicar la novel·la històrica “Germans de guerra” amb l’editorial Efadós, una novel·la ambientada al Penedès i el camp de Tarragona on es fa referència als fets ocorreguts durant la primera part de la Guerra del francès entre els anys 1808 i 1811 en aquest territori.

## Obra publicada
- Petonets pels puestus o a la recerca de l'amor sincer. (Cossetània, 2014)
- Descalça. (Gregal, 2015)
- Honor de poble poble. (Pagès editors, 2017)
- El Gran salt d'en Clarinet. (Pagès editors, 2019)
- Terra de marca. (Gregal 2019, Pagès editors, 2020)
- Els camins escrits del Pirineu (Edicions Salòria i Garcineu Edicions, 2022)
- Ventanes de vida (Voisin-Mateu, 2022)
- Germans de guerra (editorial Efadós, 2024)
- L'últim transhumant (Viena edicions, 2024)
- Memòries d'un rector rural, mossèn Lluís Bonet Riera (Voisin-Mateu, 2025)

## Reconeixements
- 2014. 22a edició del Premi de narrativa Vila de l'Ametlla de Mar, amb la novel·la “Petonets pels puestus o a la recerca de l'amor sincer”.[1]
- 2016. Premi de contes i narracions Sant Carles Borromeu pel recull de narracions "Honor de poble poble".[7]
- 2023. Premi de narrativa Ciutat de Reus "Diré el que em fuig" amb l'obra "L'últim transhumant".[cal citació]